# Efebofilia

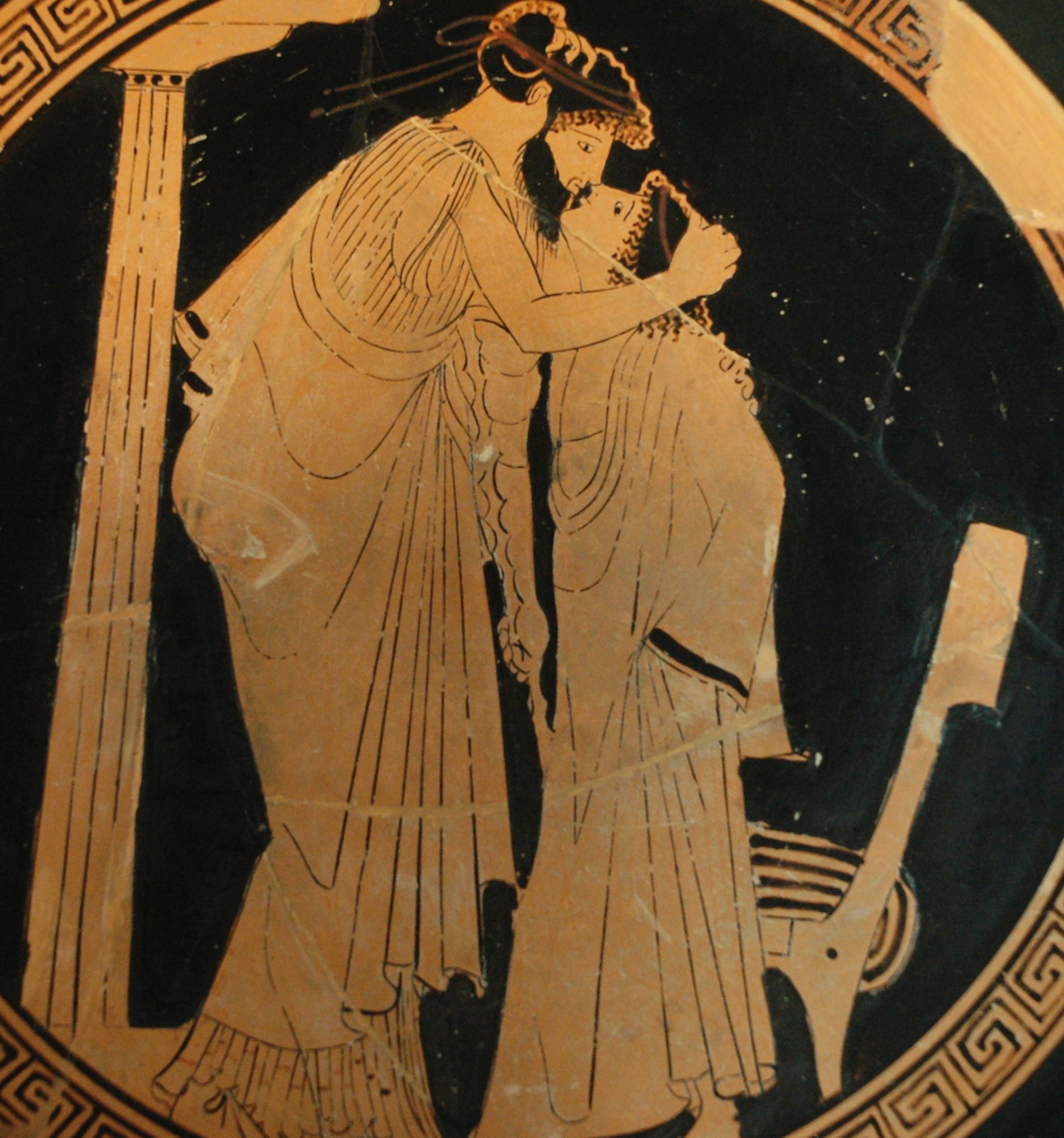
Praca z około 480 p.n.e.

Efebofilia (stgr. ἔφηβος, éphēbos „ten, który dorósł, który osiągnął dojrzałość płciową” i φιλία, philía „przyjaźń, miłość”) – parafilia polegająca na seksualnej preferencji dorosłych do kontaktów z osobami w późnym okresie dojrzewania w wieku około 15–19 lat, w odróżnieniu od hebefilii i pedofilii. Termin jest też stosowany do określenia kontaktów seksualnych między dorosłymi mężczyznami a chłopcami w późnym okresie dojrzewania.
Określenie efebofilia nie występuje w klasyfikacjach zaburzeń psychicznych DSM-5 i ICD-10. Preferowanie młodych partnerów może być zdiagnozowane jako parafilia niespecyficzna (DSM 302.9), w sytuacji gdy powoduje dysfunkcję lub jest przyczyną zachowań o charakterze wykorzystania seksualnego.
W badaniach nad wykorzystywaniem seksualnym niepełnoletnich przez duchownych w Stanach Zjednoczonych stwierdzono, że większość przypadków dotyczyła efebofilii, a nie pedofilii. Stwierdzono wyraźne różnice pomiędzy przestępcami dopuszczającymi się czynów o charakterze pedofilii i czynów o charakterze efebofilii.
Pierwotnie tym terminem określano skłonności dojrzałych, homoseksualnych mężczyzn do młodzieńców, natomiast w odniesieniu do skłonności seksualnej homoseksualnych kobiet (lesbijek) do młodych dziewcząt używano nazwy korofilia.